# UCI Nations’ Cup U23 2022
Der UCI Nations’ Cup U23 2022 ist die 16. Austragung des Rad-Nationencups der Männer U23, einer seit der Saison 2007 stattfindenden Serie der wichtigsten Rennen im Straßenradsport für Männer U23.

## Rennen
Nationencup-Rennen
| Datum            | Rennen                                | Sieger (Fahrer)        |
| ---------------- | ------------------------------------- | ---------------------- |
| 27. März         | Gent–Wevelgem / Kattekoers–Ieper      | Samuel Watson          |
| 2.–5. Juni       | Course de la Paix Grand Prix Jeseníky | Lennert Van Eetvelt    |
| 18.–28. August   | Tour de l’Avenir                      | Cian Uijtdebroeks      |
| 9.–10. September | Orlen Nations Grand Prix              | Morten Aalling Nørtoft |

Internationale Meisterschaften
| Datum         | Rennen                                                               | Sieger (Fahrer)     |
| ------------- | -------------------------------------------------------------------- | ------------------- |
| 26. März      | Asiatische Meisterschaften im Straßenradsport – U23-Einzelzeitfahren | Ahmed Madan         |
| 28. März      | Asiatische Meisterschaften im Straßenradsport – U23-Straßenrennen    | Gleb Brussenski     |
| 12. Mai       | Panamerikanische Straßen-Radmeisterschaften – U23-Einzelzeitfahren   | Juan Manuel Barboza |
| 14. Mai       | Panamerikanische Straßen-Radmeisterschaften – U23-Straßenrennen      | Nicolás David Gómez |
| 10. Juli      | UEC-Straßen-Europameisterschaften – U23-Einzelzeitfahren             | Alec Segaert        |
| 12. Juli      | UEC-Straßen-Europameisterschaften – U23-Straßenrennen                | Felix Engelhardt    |
| 19. September | UCI-Straßen-Weltmeisterschaften – U23-Einzelzeitfahren               | Søren Wærenskjold   |
| 23. September | UCI-Straßen-Weltmeisterschaften – U23-Straßenrennen                  | Jewgeni Fedorow     |

## Gesamtwertung
| Position | Nation                 | Punkte |
| -------- | ---------------------- | ------ |
| 1        | Belgien                | 115    |
| 2        | Norwegen               | 105    |
| 3        | Deutschland            | 87     |
| 4        | Tschechien             | 85     |
| 5        | Dänemark               | 84     |
| 6        | Kasachstan             | 65     |
| 7        | Frankreich             | 59     |
| 8        | Vereinigtes Königreich | 56     |
| 9        | Italien                | 49     |
| 10       | Estland                | 48     |